# Moisés Villarroel
Moisés Fermín Villarroel Ayala (Viña del Mar, 1976. február 12. –) chilei válogatott labdarúgó.

## Pályafutása

### Klubcsapatban
1995 és 2002 között a Santiago Wanderers csapatában játszott, mellyel 2001-ben megnyerte a chilei bajnokságot. 2003-tól 2008-ig a Colo-Colo játékosa volt, melynek tagjaként öt bajnoki címet szerzett. 2009 és 2014 között ismét a Santiago Wanderers labdarúgója volt.

### A válogatottban
1997 és 2005 között 34 mérkőzésen szerepelt a chilei válogatottban és 1 gólt szerzett. Részt vett az 1997-es, az 1999-es, a 2001-es és a 2004-es Copa Américán, valamint az 1998-as világbajnokságon, ahol a chileiek összes csoportmérkőzésén kezdőként lépett pályára.

## Sikerei, díjai
Santiago Wanderers
- Chilei bajnok (1): 2001

Colo-Colo
- Chilei bajnok (5): 2006 Apertura, 2006 Clausura, 2007 Apertura, 2007 Clausura, 2008 Clausura